# Waterinjectie (motor)
Waterinjectie, ook wel bekend als antidetonatieinjectie, is een methode voor de koeling van de verbrandingskamers van motoren door het toevoegen van water aan het inkomende brandstof/lucht mengsel. Hierdoor worden grotere compressieverhoudingen mogelijk en wordt grotendeels het probleem opgeheven van detonatie, een kloppende (pingelende) motor.
Dit verhoogt het octaangetal van het resterende brandstofmengsel, wat betekent dat prestatiewinst kan worden verkregen bij gebruik in combinatie met; een turbo of compressor, een veranderd ontstekingstijdstip of andere wijzigingen. Zeker nu steeds vaker alleen RON95 getankt kan worden is Waterinjectie een oplossing bij auto's met een zogenaamde chiptuning.

## Samenstelling van de vloeistof
Meestal wordt er een mengsel gebruikt van 50% water en 50% methanol.
Het water zorgt primair voor de koeling, doordat water bij verdamping warmte onttrekt aan de omgeving. De methanol (CH3OH) werkt als een brandstof en tevens als een antivries. Een aantal autofabrikanten hebben dit systeem in het verleden op hun auto's toegepast. Chrysler en Saab waren de bekendste. Door de intrede van (verbeterde) intercoolers raakte het systeem in onbruik.
Nu er aandacht is voor het reduceren van de NOx uitstoot en het nadelige effect van de EGR klep te verhelpen, wordt het steeds vaker toegepast. Omdat water in stoom verandert in de verbrandingskamer is het bij uitstek geschikt om de vervuiling door de EGR klep op te lossen. Het wordt daarom steeds meer ingebouwd op turbodieselmotoren.